# 6071 Sakitama
6071 Sakitama este un asteroid din centura principală de asteroizi.

## Descriere
6071 Sakitama este un asteroid din centura principală de asteroizi. A fost descoperit pe 4 ianuarie 1992 la Okutama de Tsutomu Hioki și Shuji Hayakawa. Asteroidul prezintă o orbită caracterizată de o semiaxă mare de 2,71 ua, o excentricitate de 0,11 și o înclinație de 11,7° în raport cu ecliptica.